# Янтарки
Янтарки, или янтаровидные, или янтарковые (лат. Succineidae) — семейство наземных стебельчатоглазых лёгочных улиток.

## Анатомия
Полиплоидия хромосом сильно варьирует; чаще бывает меньше 10, но может достигать и 21—25.

## Экология
Встречаются в сырых местах, таких, например, как топи.

## Систематика
Согласно таксономии брюхоногих Bouchet & Rocroi, 2005 семейство разделено на два подсемейства:
- Succineinae Beck, 1837 — синонимы: Hyalimacinae Godwin-Austen, 1882; Oxylomatinae Schileyko & I. M. Likharev, 1986
- Catinellinae Odhner, 1950

### Перечень родов
- семейство: Succineidae
  - подсемейство: Succineinae
    - род: Oxyloma Westerlund, 1885
    - род: Янтарки (Succinea) Draparnaud, 1801
    - род: Succinella Mabille, 1871
    - род: Novisuccinea Pilsbry, 1948[6]
    - род: Hyalimax H. Adams et A. Adams, 1855

  - подсемейство: Catinellinae
    - род: Catinella Pease, 1870
    - род: Quickella C. Boettgger, 1939